# 硫酸二甲酯
硫酸二甲酯（DMS）是一个有机化合物，分子式写为(CH3O)2SO2、(CH3)2SO4或Me2SO4，可看作硫酸的二甲基酯。在有机合成中主要用作甲基化试剂。
标准状态下，硫酸二甲酯为无色油状液体，带有轻微的葱头气味。它与所有的强烷基化试剂类似，具高毒性，皮肤接触或吸入均有严重危害。在有机化学中的应用已逐渐被低毒的碳酸二甲酯和三氟甲磺酸甲酯所取代。

## 历史
19世纪早期首次制得了不纯的硫酸二甲酯，之后P.Claesson广泛研究了其制备方法。

## 生产
实验室中制备硫酸二甲酯的方法有很多种， 典型的如甲醇用硫酸酯化：
2 CH3OH + H2SO4 → (CH3)2SO4  +  2 H2O
蒸馏硫酸氢甲酯制取：
2 CH3HSO4 → H2SO4 + (CH3)2SO4
利用亚硝酸甲酯与氯磺酸甲酯的反应：
CH3ONO + (CH3)OSO2Cl → (CH3)2SO4 + NOCl
硫酸二甲酯在美国的工业生产开始于20世纪20年代，常利用二甲醚与三氧化硫的连续反应：
(CH3)2O + SO3 → (CH3)2SO4

## 用途
硫酸二甲酯最常用于对酚、胺和硫醇进行甲基化，反应通常以SN2机理进行，且DMS中第一个甲基转移的速度更快。尽管此类烷基化反应相对高效，硫酸二甲酯的价格也不昂贵，但它的高毒性极大限制了其应用。其他的甲基化试剂中，碘甲烷毒性较低但价格较贵，也可用于O-甲基化；碳酸二甲酯毒性更低，可用于N-甲基化。 一般在选用甲基化剂时，需要综合考虑试剂的毒性及反应的效果。

### O-甲基化
Me2SO4对酚的甲基化反应是其最广泛的应用。该反应对一些简单的醇也适用，比如硫酸二甲酯与叔丁醇反应，可将其转化为甲基叔丁基醚：
2 (CH3)3COH  + (CH3O)2SO2   →  2 (CH3)3COCH3  +  H2SO4
醇盐也可被甲基化：
RO -  Na +  + (CH3O)2SO2 → ROCH3 + Na(CH3)SO4
硫酸二甲酯对碳水化合物的O-甲基化是哈沃斯法（Haworth）测定糖环形结构的基础，一般反应在碱溶液中进行。 另一种甲基化测定方法以碘甲烷-氧化银作试剂。

### N-甲基化
Me2SO4与胺反应发生N-甲基化，可用于制备季铵盐或叔胺：
C6H5CH=NC4C9 + (CH3O)2SO2   →  C6H5CH=N+(CH3)C4C9  +  CH3OSO3−
含脂肪链的季铵盐可用作表面活性剂或纤维软化剂。与叔胺的反应如下：
p-CH3(C6H4)NH2 + (CH3O)2SO2 -(NaHCO3)→ p-CH3(C6H4)N(CH3)2 + Na(CH3)SO4

### S-甲基化
硫酸二甲酯与硫醇盐的反应和与醇的反应类似，只是被甲基化的原子变为硫原子：
RS−Na+  +  (CH3O)2SO2  →  RSCH3  +  Na(CH3)SO4
例如：
p-CH3C6H4SO2Na + (CH3O)2SO2 → p-CH3C6H4SO2CH3 + Na(CH3)SO4
该反应可用来制备硫酯：
RC(O)SH + (CH3O)2SO2 → RC(O)S(CH3) + HOSO3CH3

### 其他用途
硫酸二甲酯可以对DNA中鸟嘌呤的咪唑环N7位甲基化，修饰后甲基化G与核糖之间的糖苷键变得不稳定，在碱性条件下与哌啶作用，磷酸二酯键断裂，产生两个DNA片段。 该过程可用于测定碱基顺序，打断DNA链，等等。
此外，用硫酸二甲酯和酸处理DNA后，鸟嘌呤的N7与腺嘌呤的N3位都发生甲基化，处理后得到5'-DNA片段与核苷酸5'-羟基相连，3'-DNA片段与核苷酸3'-羟基相连的产物。这可看作对嘌呤碱基的特异反应。

## 安全
硫酸二甲酯是潜在的致癌物质 和诱变剂，具挥发性、毒性、腐蚀性及环境危害，可通过皮肤、黏膜和胃肠吸收。其中毒症状可能延迟6-24小时显现出来，从而会造成对中毒源的不敏感及症状的进一步恶化。 少量的硫酸二甲酯泄露可用浓碱溶液，如氨水、碱金属氢氧化物溶液等使之水解处理，但大量泄漏时，水解反应可能会非常剧烈。普通水与硫酸二甲酯反应的最终产物为甲醇与硫酸，反应较慢且产物对环境有害，因而硫酸二甲酯的泄露不可用水处理。